# Герб на Нова Загора
Гербът на Нова Загора е приет на 27.03.2018 г. Автор на хералдическия знак е Митьо Маринов – учител по изобразително изкуство и иконописец.
Гербът присъства като елемент на знамето и почетния печат на Община Нова Загора.

## Герб
Извадки от НАРЕДБА ЗА СИМВОЛИТЕ, ПОЧЕТНИТЕ ЗНАЦИ И ЗВАНИЯ НА ОБЩИНА НОВА ЗАГОРА:
| „ | Гербът на Нова Загора представлява изправен златен кон на тюркоазено поле, обърнат на дясна хералдическа страна, поставен върху щит, с изобразени зад коня слънчеви лъчи и от двете страни тюркоазени клонки с плодове, символизиращи плодородието на родния край. Над герба е включено името „НОВА ЗАГОРА", изписано с бели букви (в главата на щита). Гербът е изработен според принципите на хералдиката и съдържа следните елементи и цветове: Щитът символизира геройство и защита от беди и заема основно място в герба. Слънцето символизира топлината, жизнеността, младостта, силата, даваща живот на всичко и се асоциира с величието и независимостта. Конят е типично български символ на силната и неукротима воля и олицетворява храброст, сила, мощ, безстрашие и слава. Цветът на конструкцията на герба и слънцето е цветът на златото. Златният цвят символизира могъщество и богатство, както и християнските добродетели вяра, справедливост, милосърдие и смиреност. Фонът на герба е тюркоазено зелено, което символизира земята и небето в едно. Той е комбинация на зеленото, като символ на надежда, изобилие и свобода и синьо, като символ на честност, вярност и безупречност. Белият цвят е цветът на съвършенството. Символизира благородство, откровеност, чистота, невинност и правдивост. Черният цвят символизира мъдростта и се свързва се със сила и богатство. | “ |

## История

### Герб от 2001 – 2018 г.
Гербът с лъв служи за символ на града от 2001-ва година. Вдъхновен от историята и възпроизвежда каменна плоча от XI-XII в. открита в Новозагорско. Негов автор беше именитият новозагорски художник – Христо Минчев – Стонс.

### Герб от 2018 г.
Настоящият герб е избран през 2018 г. от тричленно жури – уредникът на художествената галерия Иван Стоянов и общинските съветници Георги Николов и Андония Спасова. Проекто-предложения за широката публика не са представени, нито доводи какво налага тази смяна.